# ファイナル・ヴァイナル
『ファイナル・ヴァイナル』 (原題：Finyl Vinyl) は、1986年に発表されたレインボーのコンピレーション・アルバム。

## 概要
1984年にレインボーが解散してから2年後に発表された。全15曲の収録曲の内訳は、12曲がライヴ録音、3曲がシングルのB面に収録されたスタジオ録音である。
ライヴ録音のうち5曲は、彼等の最後のコンサートになった1984年3月14日の日本武道館での東京公演で録音された。「治療不可」は 新日本フィルハーモニー交響楽団との共演だが、ギター・パートは後日録音したものに差し替えられており当日の演奏とは異なる。差し替えなしの音源は『ファイナル・カット』(1986年）と『ライヴ・イン・ジャパン 1984』(2015年）に収録されている。

## 収録曲
1. スポットライト・キッド Spotlight Kid （ライヴ） - 6:03
2. アイ・サレンダー I Surrender （ライヴ） - 5:43
3. ミス・ミストゥリーテッド Miss Mistreated （ライヴ） - 4:21
4. ストリート・オブ・ドリームス Street of Dreams （ライヴ） - 4:54
5. ジェラス・ラヴァー Jealous Lover - 3:10
6. キャント・ハプン・ヒア Can't Happen Here （ライヴ） - 4:14
7. テアリン・アウト・マイ・ハート Tearin' Out My Heart （ライヴ） - 8:05
8. シンス・ユー・ビーン・ゴーン Since You Been Gone （ライヴ） - 3:47
9. バッド・ガール Bad Girl - 4:51
10. 治療不可 Difficult to Cure （ライヴ） - 11:15
11. ストーン・コールド Stone Cold （ライヴ） - 4:28
12. パワー Power （ライヴ） - 4:25
13. 銀嶺の覇者 Man on the Silver Mountain （ライヴ） - 8:16
14. ロング・リヴ・ロックン・ロール Long Live Rock' n' Roll （ライヴ） - 7:08
15. ワイス・ハイム  Weiss Heim - 5:15

- 1-4、10は1984年3月14日の東京公演。
- 6は1981年5月ニューヨーク州ユニオンデール公演[6][注釈 1]。
- 7、11、12は1982年8月18日サン・アントニオ公演。
- 8は1980年8月16日モンスターズ・オブ・ロック[注釈 2]。
- 13、14は1978年6月23日アトランタ公演。
- 5はシングル『キャント・ハプン・ヒア』[7]のB面収録曲。
- 9はシングル『シンス・ユー・ビーン・ゴーン』[8]のB面収録曲。
- 15はシングル『オール・ナイト・ロング』[9]のB面収録曲[注釈 3]。

### メディアによる収録曲の違い
本作はLPレコード、カセットテープ、初期CD（1枚組）、リマスター盤CD（2枚組）で、収録曲が異なっている。
以下、※印が該当メディアに収録されている曲を示す。
| 曲目                           | LP(1986年盤) 38MM-0490～1 | 初期CD(1986年盤) | カセット(1986年盤) リマスター盤CD |
| ------------------------------ | ------------------------- | ---------------- | --------------------------------- |
| スポットライト・キッド         | ※                         | ※                | ※                                 |
| アイ・サレンダー               | ※                         | ※                | ※                                 |
| ミス・ミストゥリーテッド       | ※                         | ※                | ※                                 |
| ストリート・オブ・ドリームス   | -                         | -                | ※                                 |
| ジェラス・ラヴァー             | ※                         | ※                | ※                                 |
| キャント・ハプン・ヒア         | ※                         | ※                | ※                                 |
| テアリン・アウト・マイ・ハート | ※                         | -                | ※                                 |
| シンス・ユー・ビーン・ゴーン   | ※                         | ※                | ※                                 |
| バッド・ガール                 | ※                         | ※                | ※                                 |
| 治療不可                       | ※                         | ※                | ※                                 |
| ストーン・コールド             | ※                         | ※                | ※                                 |
| パワー                         | ※                         | ※                | ※                                 |
| 銀嶺の覇者                     | ※                         | ※                | ※                                 |
| ロング・リヴ・ロックン・ロール | ※                         | ※                | ※                                 |
| ワイス・ハイム                 | ※                         | ※                | ※                                 |

## メンバー
- ボーカル - ジョー・リン・ターナー(1-7,11,12)/グラハム・ボネット(8,9)/ロニー・ジェイムス・ディオ(13,14)
- ギター - リッチー・ブラックモア(全曲)
- ドラムス - チャック・バーギ(1,2,3,4,10)/ボビー・ロンディネリ(5,6,7,11,12)/コージー・パウエル(8,9,13,14,15)
- キーボード - デイヴ・ローゼンサル(1,2,3,4,7,10,11,12)/ドン・エイリー(5,6,8,9,15)/デヴィッド・ストーン(13,14)
- ベース - ロジャー・グローヴァー(1-12,15)/ボブ・デイズリー(13,14)
- オーケストラ - 新日本フィルハーモニー交響楽団(10)